# Franz Böckli
Franz Böckli (15 maart 1858 - 14 februari 1937) was een Zwitsers schutter.

## Carrière
Böckli won met de Zwitserse ploeg tijdens de Olympische Spelen van 1900 de gouden medaille op het teamonderdeel Militair geweer 300m drie houdingen

### Olympische Zomerspelen
| Jaar | Plaats | Resultaten |
| ---- | ------ | --- |
| 1900 | Parijs | Militair geweer 300m, drie houdingen team · 8e Militair geweer 300m, 3 houdingen · 7e Militair geweer 300m, geknield · 21e Militair geweer 300m ligend · 5e Militair geweer 300m staand |